# Saint-Christo-en-Jarez
Saint-Christo-en-Jarez és un municipi francès situat al departament del Loira i a la regió d'Alvèrnia-Roine-Alps. L'any 2007 tenia 1.738 habitants.

## Demografia

### Població
El 2007 la població de fet de Saint-Christo-en-Jarez era de 1.738 persones. Hi havia 613 famílies de les quals 109 eren unipersonals (50 homes vivint sols i 59 dones vivint soles), 185 parelles sense fills, 298 parelles amb fills i 21 famílies monoparentals amb fills.
La població ha evolucionat segons el següent gràfic:
Habitants censats

### Habitatges
El 2007 hi havia 678 habitatges, 624 eren l'habitatge principal de la família, 24 eren segones residències i 30 estaven desocupats. 611 eren cases i 64 eren apartaments. Dels 624 habitatges principals, 518 estaven ocupats pels seus propietaris, 98 estaven llogats i ocupats pels llogaters i 8 estaven cedits a títol gratuït; 1 tenia una cambra, 31 en tenien dues, 93 en tenien tres, 178 en tenien quatre i 319 en tenien cinc o més. 521 habitatges disposaven pel capbaix d'una plaça de pàrquing. A 211 habitatges hi havia un automòbil i a 378 n'hi havia dos o més.

### Piràmide de població
La piràmide de població per edats i sexe el 2009 era:
| Homes | Edats   | Dones |
| ----- | ------- | ----- |
| 0     | 95 o +  | 0     |
| 0     | 90 a 94 | 0     |
| 0     | 85 a 89 | 16    |
| 4     | 80 a 84 | 4     |
| 12    | 75 a 79 | 12    |
| 20    | 70 a 74 | 24    |
| 40    | 65 a 69 | 32    |
| 36    | 60 a 64 | 40    |
| 28    | 55 a 59 | 24    |
| 44    | 50 a 54 | 48    |
| 56    | 45 a 49 | 44    |
| 60    | 40 a 44 | 40    |
| 40    | 35 a 39 | 68    |
| 64    | 30 a 34 | 56    |
| 52    | 25 a 29 | 20    |
| 40    | 20 a 24 | 48    |
| 40    | 15 a 19 | 56    |
| 56    | 10 a 14 | 44    |
| 68    | 5 a 9   | 48    |
| 60    | 0 a 4   | 32    |

## Economia
El 2007 la població en edat de treballar era de 1.129 persones, 899 eren actives i 230 eren inactives. De les 899 persones actives 867 estaven ocupades (480 homes i 387 dones) i 33 estaven aturades (15 homes i 18 dones). De les 230 persones inactives 70 estaven jubilades, 105 estaven estudiant i 55 estaven classificades com a «altres inactius».

### Ingressos
El 2009 a Saint-Christo-en-Jarez hi havia 646 unitats fiscals que integraven 1.851 persones, la mediana anual d'ingressos fiscals per persona era de 18.875 €.

### Activitats econòmiques
Dels 63 establiments que hi havia el 2007, 1 era d'una empresa alimentària, 5 d'empreses de fabricació d'altres productes industrials, 22 d'empreses de construcció, 7 d'empreses de comerç i reparació d'automòbils, 2 d'empreses de transport, 3 d'empreses d'hostatgeria i restauració, 1 d'una empresa financera, 2 d'empreses immobiliàries, 6 d'empreses de serveis, 8 d'entitats de l'administració pública i 6 d'empreses classificades com a «altres activitats de serveis».
Dels 26 establiments de servei als particulars que hi havia el 2009, 1 era una oficina bancària, 3 tallers de reparació d'automòbils i de material agrícola, 1 paleta, 7 guixaires pintors, 3 fusteries, 2 lampisteries, 5 electricistes, 1 perruqueria, 2 restaurants i 1 saló de bellesa.
Dels 2 establiments comercials que hi havia el 2009, 1 era una botiga de menys de 120 m² i 1 una fleca.
L'any 2000 a Saint-Christo-en-Jarez hi havia 68 explotacions agrícoles que ocupaven un total de 1.276 hectàrees.

## Equipaments sanitaris i escolars
L'únic equipament sanitari que hi havia el 2009 era una farmàcia.
El 2009 hi havia 2 escoles elementals.

## Poblacions més properes
El següent diagrama mostra les poblacions més properes.